# Куфијано (Беневенто)
Куфијано је насеље у Италији у округу Беневенто, региону Кампанија.
Према процени из 2011. у насељу је живело 86 становника. Насеље се налази на надморској висини од 555 м.